# Gérygone à gorge blanche
Gerygone olivacea
Espèce
Statut de conservation UICN

 LC  : Préoccupation mineure
La Gérygone à gorge blanche (Gerygone olivacea) est une espèce de passereaux de la famille des Acanthizidae.

## Habitat
Elle habite les forêts tempérées et les forêts humides en plaines subtropicales et tropicales.

## Répartition et sous-espèces
Selon la classification de référence du Congrès ornithologique international (15.1, 2025) elle de répartit en trois sous-espèces :
- Gerygone olivacea cinerascens Sharpe, 1878 — littoral de la péninsule papouane (en) (sud) et de la péninsule du cap York ;
- Gerygone olivacea rogersi Mathews, 1911 — du Kimberley au nord-ouest du Queensland.
- Gerygone olivacea olivacea (Gould, 1838) — du sud-est du Queensland à l'est du Victoria.